# 二木てるみ
二木 てるみ（にき てるみ、本名；二木 輝美〈にき てるみ〉、1949年〈昭和24年〉5月11日 - ）は、日本の女優、声優。東京都世田谷区出身。元夫は俳優の岩崎信忠。サンプロモーション所属。立教女学院短期大学客員教授。

## 来歴
鷗友学園女子高校卒業。
1953年、周囲に同年代の子供が少ない環境を心配した両親によって劇団若草に入団。父親が若草で事務の仕事をしていたこともあり、劇団の活動は学生時代で辞めたが、1973年に結婚する直前までマネジメントは若草に委託していた。
その後、フリーランス期間を経て、オフィス・ノーメルに所属していた
1954年、3歳の時に黒澤明の監督映画『七人の侍』でデビュー。1955年、久松静児の監督映画『警察日記』で主人公に引き取られる捨て子を演じて以来、子役として活躍。テレビドラマは黎明期から出演している。
1965年の『赤ひげ』での出演でブルーリボン賞の助演女優賞を当時史上最年少である16歳で受賞した。
1970年代には声優としても活躍し、『ラ・セーヌの星』や『ゴワッパー5 ゴーダム』で主人公を演じた。田淵幸一選手をモデルにしたアニメ映画『がんばれ!!タブチくん!!』でもミヨコ夫人を演じた。また、『ルパン三世（TV第2シリーズ）』の第101話においては、放送100回記念として友情出演した『ベルサイユのばら』のヒロインであるオスカルの声を演じている。

## 人物
声種はメゾソプラノ。
趣味はドライブ　ガーデニング、自然石（パワーストーン）。特技は中国語、鎌倉彫。
資格は華道（安達式押花指導者）、普通自動車免許。

## 出演（俳優）

### 映画
- 警察日記（1955年2月3日、日活）
- おふくろ（1955年4月10日、日活）

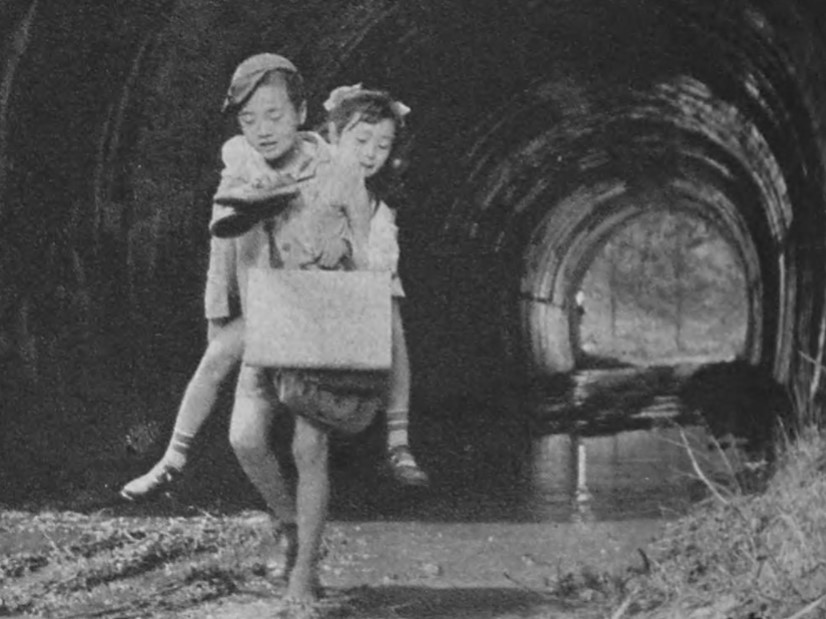
『つづり方兄妹』（1958年）

- 渡り鳥いつ帰る（1955年6月21日、東京映画）
- 月夜の傘（1955年8月21日、日活）
- 続警察日記（1955年11月16日、日活）
- 愛情（1956年4月25日、日活）
- 流離の岸（1956年6月21日、日活）
- ねんねこ社員（1956年7月25日、大映）
- 感傷夫人（1956年10月24日、日活）
- 誰かが殺される（1957年1月9日、大映）
- 母と子の窓（1957年5月28日、松竹）
- ひばりの三役 競艶雪之丞変化（1957年11月17日、新東宝）
- 怒りの孤島（1958年2月8日、日映）
- 母三人（1958年2月18日、東京映画）
- つづり方兄妹（1958年8月23日、東京映画）
- デン助のワンタン親父とシューマイ娘（1959年1月27日、東京映画）
- 伴淳のおじちゃん（1959年2月4日、松竹）
- 僕らの母さん（1959年3月29日、東京映画）
- 貞操の嵐（1959年4月3日、新東宝）
- 伴淳の三等校長 （1959年6月1日、松竹）
- 愛の鐘（1959年6月23日、東京映画）
- 「粘土のお面」より かあちゃん（1961年3月15日、新東宝）
- 赤ひげ（1965年4月3日、東宝）
- あゝ零戦（1965年9月4日、大映）
- 白鳥（1966年10月29日、日活）
- 伊豆の踊子（1967年2月25日、東宝）
- 花の宴（1967年12月23日、松竹）
- 孤島の太陽（1968年9月21日、日活）
- 幕末（1970年2月14日、中村プロ）
- 樺太1945年夏 氷雪の門（1974年8月17日、JPM）
- 悪魔が来りて笛を吹く（1979年1月20日、東映）- お種（小夜子） 役
- 茗荷村見聞記（1979年4月28日、現代プロ）
- 春駒のうた（1986年3月22日、共同映画）
- 旅路 村でいちばんの首吊りの木（1986年11月1日、東宝）
- 街は虹いろ 子ども色 （1987年12月10日、にっかつ）
- 鍵（1997年10月18日、東映）
- 三文役者（2000年12月2日）
- 夢は時をこえて 津田梅子が紡いだ絆 （2001年2月10日、日本映画新社）
- 日本の黒い夏─冤罪（2001年3月24日、日活）
- コンセント（2002年2月2日、BS-i）
- Deep Love アユの物語（2004年4月1日） - 高橋好江 役
- ハサミ男（2005年3月19日）
- 不良少年（ヤンキー）の夢（2005年10月15日）
- 陸(おか)に上った軍艦 (2007年7月28日)
- 旅の贈りもの 明日へ (2012年10月27日)
- 青木ヶ原 (2013年1月12日)
- バケツと僕!（2018年3月3日） - 高田梅子 役
- MIFUNE: THE LAST SAMURAI (2018年5月12日) ※製作は2015年

### テレビドラマ
- ここに人あり 第9話「少年の島」（1957年、NHK）
- ダイヤル110番 第1話「愛の血清」（1957年、日本テレビ）
- サンヨーテレビ劇場（KR）
  - 父ありき（1958年）
  - せつちゃん（1960年）
- 雑草の歌「幾山を越えて」（1958年、日本テレビ）
- ヤシカゴールデン劇場「母」（1959年、日本テレビ）
- こども劇場「山あいの子」（1959年、NHK）
- お好み日曜座「マラボンの乙女」（1959年、NHK）
- 文芸劇場「砂の上」（1959年、NET）
- 人生はドラマだ（日本テレビ）
  - 第12話「浪花千栄子」（1959年）
  - 最終話「国定忠治」（1960年）
- サスペンスタイム（NET）
  - 第10話「世間様に申し訳ない」（1960年）
  - 第20話「暴力への回答」（1960年）
- 日立劇場「夜にげ」（1960年、KR）
- ゴールドステージ「私の選んだ人」（1960年、日本テレビ）
- この空の下に 第15話「夜の贈り物」（1960年、日本テレビ）
- 私売ります（1960年、NET）
- 東芝日曜劇場（KR→TBS）
  - 手を振る機関車（1960年）
  - ママお家が燃えてるの（1961年）
  - 娘は娘、母は母（1964年 - 1965年）
  - ああ結婚（1966年、東宝）
  - 天国の父ちゃんこんにちは（1966年 - 1974年）
  - 子守唄由来（1967年、RKB）
  - くるま宿（1968年） - 千恵 役
  - 白い闇（1977年） - 田所常子 役
- スリラー劇場 「谷底」（1960年、日本テレビ）
- NECサンデー劇場「愉快な家族」（1960年、NET）
- 廻れ人生 第28話「絆」（1960年、日本テレビ）
- 富士ホーム劇場（フジテレビ）
  - にあんちゃん（1960年）
  - 私の家族（1961年）
- 風琴と魚の町（1961年、日本テレビ）
- シャープ火曜劇場（フジテレビ）
  - 朝子の子供たち（1961年）
  - 波いくたびか（1963年） - 坂下咲子・中学二年時代 役
- 愛の劇場「緑」（1961年、日本テレビ）
- 短い短い物語（NET）
  - 第18話「開いた扉」（1961年）
  - 第43話「妖精」（1962年）
- 宮本武蔵（1961年 - 1962年、フジテレビ）
- 人生の四季 第28話「時計の歌」（1961年、日本テレビ）
- おかあさん 第140話「マリアの涙」（1962年、TBS）
- 東芝土曜劇場「われら青春」 第6話（1962年、フジテレビ）
- かっぱ子物語 （1963年、フジテレビ）
- ドラマへの招待 第1話「拾い育て失う」（1964年、フジテレビ）
- 資生堂青春アワー 「信子」（1964年、日本テレビ）
- 次郎物語（1964年 - 1966年、NHK）
- 日本映画名作ドラマ「愛は海よりも深く」（1964年、NET）
- 鹿鳴館前後（1964年、NHK）
- ライオン奥様劇場「或る女」（1964年、フジテレビ）
- ポーラ名作劇場（NET）
  - 香華（1965年）
  - いのちある日を（1965年 - 1966年）
- シオノギテレビ劇場「佐久間良子アワー 北野踊り」（1965年、フジテレビ）
- ぼんたん家族（1965年、NET）
- 燃ゆる白虎隊（1965年、国際放映・TBS）- お光
- ザ・ガードマン 第9話「情事の終り」（1965年、大映テレビ室・TBS）
- 水戸黄門 (ブラザー劇場) 第42話「忍びの若屋敷」（1965年8月16日、TBS）
- 近鉄金曜劇場（ABC）
  - 十七歳の子守唄（1965年）
  - 野菊の花（1965年）
  - 遠い道（1966年）
  - 生活のうた（1966年）
- 鉄道公安36号 第130話「怒りの手錠」（1965年、東映テレビ・プロダクション・NET）
- 青春とはなんだ 第18話「制服の日誌」（1966年2月20日、日本テレビ）
- わたしの事情（1966年、東宝・日本テレビ）
- 連続テレビ小説（NHK）
  - おはなはん（1966年 - 1967年）
  - 信子とおばあちゃん（1969年 - 1970年） - 高橋久子 役
  - マー姉ちゃん（1979年） - 田畑（大和田→天海）千代 役
  - 春よ、来い（1995年）
  - どんど晴れ（2007年） - 原田悦子 役
- とし子さん 第11話 「さまよう仔羊」（1966年、国際放映 / TBS） - 山岸典子 役
- おもろい男（1966年、NHK）
- 凍原（1966年、NET）
- NHK劇場（NHK）
  - 妹はまだ……?[6]（1966年）
  - 雨（1967年）
- 遊撃戦 第11話（1966年、宝塚映画・日本テレビ）
- 日産スター劇場「こんにちわ聖徳太子」（1967年、日本テレビ）
- みだれがみ（1967年 - 1968年、NHK）
- あゝ同期の桜 第1話「別離」（1967年、東映テレビ・プロダクション・NET）
- ほっこまい（1967年 - 1968年、宝塚映画・東宝・関西テレビ）
- 花しぼり（1967年 - 1968年、東京映画・日本テレビ）
- こんにちは結婚 第4話「16歳の花嫁」（1967年、日本テレビ）
- NHK大河ドラマ
  - 太閤記（1965年、NHK） - 初 役
  - 竜馬がゆく（1968年、NHK） - 坂本春猪 役
  - 徳川家康（1983年、NHK） - 徳姫の小侍従 役
  - 義経（2005年、NHK） - 比企尼 役
- 友禅川（1968年、ABC）
- 土曜劇場「てんてんこまい」（1968年、フジテレビ）
- 仇討ち 第4話「敵討ち母子連れ」（1968年、東京映画・TBS）
- 炎の青春 第7話「ニキビの季節」（1969年、日本テレビ・テアトル・プロ・東宝）
- 無用ノ介 第10話「無用ノ介かまいたちの異造を追う」（1969年、国際放映・日本テレビ）
- 結婚戦争 ここ一番! （1969年、TBS）
- 黒部の太陽（1969年、日本テレビ）
- 水戸黄門 第2部 第4話「漆三代・会津若松」（1970年、TBS）
- 千鳥 (テレビドラマ)（1970年） - 竹之口満寿子
- 恋愛術入門（TBS / 国際放映） 
  - 第11話「幼なじみ」（1970年12月27日） - 中原由紀子
  - 第19話「出番ですよ十八才」（1971年2月28日） - 枯木咲子
- 大忠臣蔵第29話（1971年、NET） - おはつ役
- 銭形平次 第265話「子供たちの城」（1971年、フジテレビ）
- 天下御免（1971年、NHK）
- 一心太助 第13話「一夜だけの花嫁さん」（1971年、フジテレビ / 国際放映） - お篠
- 木枯し紋次郎第1シリーズ 第8話「一里塚に風を断つ」（1972年、フジテレビ）
- 眠狂四郎 第6話「夜陰に女を裂く」（1972年、関西テレビ）
- 赤ひげ 第6話「櫓の音」（1972年、NHK）
- 伝七捕物帳
  - 第5話「十手さばきに恋が咲く」（1973年、日本テレビ） - お清役
  - 第115話「同祖神は何を見た」（1976年、NTV）- お光
- 江戸の旋風（1975年、フジテレビ）
- 土曜ドラマ「松本清張シリーズ・依頼人」（1977年、NHK） - 佐伯律子
- 達磨大助事件帳 第6話「血染めの恋友禅」（1977年、前進座・国際放映・ANB） - おみわ役
- 大江戸捜査網（東京12ch）
  - 第258話「逆転 父と娘の絆」（1976年） - お志乃役
  - 第353話「美女誘拐恐怖の逢びき」（1978年） - おさと役
- 宴のあと（1978年10月29日、NHK） - 節子 役
- 御宿かわせみ第22話「鬼女」（1981年、NHK）
- 母たることは地獄のごとく 炎の女・澤田美喜（1981年7月8日、日本テレビ） - ケイ子 役
- 花王 愛の劇場 しづの生涯（1981年、TBS）
- 壬生の恋歌（1983年、NHK）- 佐野りく 役
- 木曜ゴールデンドラマ 主婦、万引き（1983年、読売テレビ）
- 松本清張サスペンス 隠花の飾り / お手玉（1986年、関西テレビ）
- カネボウヒューマンスペシャル 赤い夕日の大地で（1987年、日本テレビ）[7]
- 鬼平犯科帳 第2シリーズ 第15話「霧の朝」（1991年、フジテレビ・松竹）- おろく 役
- サスペンス・魔 / 「隣の女」（1993年7月12日、関西テレビ）
- 火曜サスペンス劇場 陰膳（1995年、日本テレビ）
- 3年B組金八先生第4シリーズ（1995年 - 1996年、TBS）- 佐藤珠子（賢治の母） 役
- 白衣のふたり（1998年、東海テレビ）
- バースデイ〜こちら椿産婦人科〜（1999年） - 藤田マサ
- チープラブ6話「裏切りの決断」（1999年）−加賀谷良の母親役
- 土曜ワイド劇場 西村京太郎トラベルミステリー（2000年、テレビ朝日）- 亀井刑事の妻・公子 役
- 麻婆豆腐の女房（2003年、NHK）
- 渡る世間は鬼ばかり第7シリーズ（2004年 - 2005年、TBS）
- 水曜ミステリー9 信濃のコロンボ事件ファイル(11)（2006年、テレビ東京）
- 月曜ゴールデン 西村京太郎サスペンス 十津川警部シリーズ(37)「特急あずさ殺人事件」（2006年10月2日、TBS）- 元・判事の内田聡介（山本圭）の妻・内田やよい 役
- 温泉へGo!（2008年11月、TBS） - 鈴木愛子役
- 兄帰る (2009年2月14日、wowow)
- 月の恋人〜Moon Lovers〜（2010年、フジテレビ）
- 相棒 season 10 第2話「逃げ水」（2011年10月26日、テレビ朝日）- 新開拓海の母・新開清美　役
- 鼠、江戸を疾る 第5話（2014年2月6日、NHK） - 千代役

### CM
- 日本ハムハンバーグ（1979年）

### 舞台
- 橋幸夫特別公演「下駄ばきの青春」

### その他のテレビ番組
- ETV特集「映画監督　黒澤明さんをしのんで」（NHK教育）

### ラジオ番組
- わが人生に乾杯!（2008年11月27日 NHKラジオ第一放送） - 劇団若草入団、黒澤明と「七人の侍」、「赤ひげ」出演、久松静児の思い出などについて語った。
- ラブ・サウンドスペシャル（文化放送）
- アール・エフ・ラジオ日本「テミのモーニングスープ」パーソナリティー

## 出演（声優）

### ラジオドラマ
- 阿波藍の唄が聴こえる（2002年、四国放送） - 第51回日本民間放送連盟賞エンターテインメント番組部門優秀[8]
- 特集オーディオドラマ 戦争童話集 第1夜「凧になったお母さん」（2002年、NHK） - 第40回ギャラクシー賞選奨、2003年ABU賞エンターテインメント番組賞[9]

### テレビアニメ
- ラ・セーヌの星（1975年） - シモーヌ役[10]
- ゴワッパー5 ゴーダム（1976年） - 岬洋子役
- ルパン三世 (TV第2シリーズ)（1979年） - オスカル役

### 劇場アニメ
- がんばれ!!タブチくん!!（1979年11月10日、東京ムービー新社） - ミヨ子夫人役[11]
- がんばれ!!タブチくん!! 激闘ペナントレース（1980年5月3日、東京ムービー新社） - ミヨ子夫人役[12]
- がんばれ!! タブチくん!! あゝつっぱり人生（1980年12月13日、東京ムービー新社） - ミヨ子夫人役[13]
- チョッちゃん物語（1996年） - 朝の母役

### ドラマCD
- アドルフに告ぐ（1993年） - 由季江・カウフマン役

### 人形劇
- 人形歴史スペクタクル 平家物語（1993年 - 1995年） - 常盤御前役

### 吹き替え
- シャーロック・ホームズの冒険
  - 「まだらの紐」（ヘレン・ストーナー/ロザリン・ラダー（英語版））
  - 「ソア橋のなぞ」（グレース・ダンバー/カセリーヌ・ルセル（英語版））
- アンネの日記 NET版（アンネ・フランク/ミリー・パーキンス）
- 奇跡の人NET版（ヘレン・ケラー（パティ・デューク））
- 下り階段をのぼれ NET版（/サンディ・デニス）
- 警部マクロード
  - 「潜入捜査」(マージ/ブレンダ・ヴァッカロ)
  - 「砂漠の陰謀」(ウィリー/アン・アーチャー)
- おばあちゃんの贈り物 NHK版（ジュリー/ステファニー・ジンバリスト）
- 下り階段をのぼれ NET版（/サンディ・デニス）
- 白い道(1959年イタリア映画)　(エステリーナ/カルラ・グラヴィーナ) NHK版
- ジョニーは戦場へ行った（キャシー・フィールズ）
- 成龍拳（ティン・チャンイェン/シュー・フォン[14]）
- 戦争と平和 - （ナターシャ・ロストワ/リュドミラ・サベーリエワ）
- 20年目の疑惑（ソンドラ・ロック）
- ER緊急救命室（ジョイ・アボット/ヴァレリー・マハフェイ）
- 主任警部モース
- 探偵キャノン
  - 「殺意の周辺」(アン/べリンダ・モントゴメリー)
- ナイル殺人事件(ロザリー/オリビア・ハッセー)
- マネーチェンジャーズ
  - 「巨大企業倒産の衝撃！、銀行マンの夢と挫折」(ファニータ/アミー・ティバル)
- ミス・アメリカ・コンテスト　(グロリア/ジョアンナ・キャメロン)
- リバーハウスの虹　(エスター/エリザベス ・アレクサンダー)

### 朗読
- ネズミ、討つ・回送電車 - 赤川次郎作（2009年）
- 注文の多い料理店 - 宮沢賢治 作、 杜子春 - 芥川龍之介作（2010年）
- 冬枯れ - 原田康子作、一会の雪 - 佐江衆一作（2011年）
- 猟銃 - 井上靖作（2012年）
- 神無月 - 宮部みゆき 作、 江戸の化粧師 - 佐江衆一 作（2013年）
- たけくらべ - 樋口一葉作（2014年）
- ちいさこべ - 山本周五郎作（2015年）

## 著書
- 二木てるみ『あなたを見ていると、子供の頃を思い出します』けやき出版、2003年6月。ISBN 978-4877512040。

## 関連書籍
- 「君美わしく 戦後日本映画女優讃」（川本三郎著。文藝春秋。川本による二木を含む女優達のインタビュー集）